# Orhan Kemal
Orhan Kemal (n. 15 septembrie 1914, Ceyhan, Adana, Turcia – d. 2 iunie 1970, Sofia, Republica Populară Bulgaria) este pseudonimul scriitorului turc Mehmet Raşit Öğütçü. El este cunoscut pentru romanele sale realiste ce povestesc despre sărăcia din Turcia.

## Romane
- Baba Evi, 1949
- Avare Yıllar, 1950
- Murtaza, 1952
- Cemile, 1952
- Bereketli Topraklar Üzerinde, 1954
- Suçlu, 1957
- Devlet kușu, 1958
- Vukuat Var, 1958
- Gavurun kızı, 1959
- Küçücük, 1960
- Dünya Evi, 1960
- El Kızı, 1960
- Hanımın Çiftliği, 1961
- Eskici ve Oğulları, 1962 (Eskici Dükkanı 1970)
- Gurbet Kușları, 1962
- Sokakların Çocuğu, 1963
- Kanlı Topraklar, 1963
- Bir Filiz Vardı, 1965
- Müfettișler Müfettiși, 1966
- Yalancı Dünya, 1966
- Evlerden Biri, 1966
- Arkadaș Islıkları, 1968
- Sokaklardan Bir Kız, 1968
- Üç Kağıtçı, 1969
- Kötü Yol, 1969
- Kaçak, 1970
- Tersine Dünya, 1986 (postum)

Opera sa Cemile a fost reeditată în octombrie 2004 în 110.000 exemplare.